# Colleen Dewhurst
Colleen Rose Dewhurst (* 3. Juni 1924 in Montreal, Québec, Kanada; † 22. August 1991 in Salem, New York) war eine kanadische Film- und Theaterschauspielerin.

## Leben
Colleen Dewhurst war das einzige Kind von Fred Dewhurst, einem Eishockeyspieler der Ottawa Roughriders. Obwohl sie ab ihrem 13. Lebensjahr in den USA aufwuchs, ist nicht bekannt, ob sie je die US-amerikanische Staatsbürgerschaft annahm. Die American Academy of Arts and Sciences, in die Dewhurst 1990 gewählt wurde, führt sie allerdings als Fellow (Mitglied), nicht als Foreign Honorary Member (Ausländisches Ehrenmitglied).
Nach ihrem Studium an der American Academy of Dramatic Arts in New York City debütierte sie 1958 in einer Episode der kurzlebigen Fernsehserie Decoy.
Dewhursts wahre Leidenschaft galt dem Theater. Am Broadway stand sie in zahlreichen Theaterproduktionen auf der Bühne, unter anderem 1973 neben Jason Robards in Ein Mond für die Beladenen von Eugene O’Neill. Als Filmschauspielerin trat Dewhurst überwiegend in Fernsehserien und Fernsehfilmen auf. Ihre bekannteste Rolle verkörperte sie 1985 als Marilla Cuthbert in der Miniserie Anne auf Green Gables. In drei Folgen der kanadischen Fernsehserie Das Mädchen aus der Stadt (Road to Avonlea) trat sie 1990 kurz vor ihrem Tod in der gleichen Rolle auf.

## Privates
Dewhurst war dreimal verheiratet, mit einem der Männer zwei Mal. 1947 heiratete sie den Schauspieler James Vickery, die Ehe wurde 1960 geschieden. Im selben Jahr heiratete sie den Filmschauspieler George C. Scott, mit dem sie zwei Söhne bekam, Campbell und Alexander Scott. Nach fünf Ehejahren erfolgte 1965 die Scheidung. Scott und Dewhurst gaben ihrer Verbindung eine zweite Chance und heirateten am 4. Juli 1967 ein weiteres Mal. Die Scheidung ihrer zweiten Ehe erfolgte am 2. Februar 1972.
Dewhurst starb 1991 an Gebärmutterhalskrebs, zwei Tage bevor sie den vierten Emmy ihrer Karriere erhalten sollte.
1997 erschien postum, publiziert von Tom Viola, Colleen Dewhursts Autobiographie.

## Auszeichnungen und Ehrungen
Für ihre Theaterarbeit gewann Dewhurst 1961 und 1974 jeweils einen Tony Award und war für weitere sechs Tonys nominiert.
1986 und 1988 gewann sie als Beste Nebendarstellerin im Fernsehen jeweils einen Gemini Award für ihre Rolle in Anne of Green Gables und Anne of Green Gables: The Sequel. 1989 gewann Dewhurst ebenso als Beste Nebendarstellerin einen Genie Award für Die unbarmherzige Jagd (Hitting Home, 1987). Für ihre Rolle als Marilla Cuthbert in Das Mädchen aus der Stadt war sie 1990 für zwei Emmys und einen Gemini Award nominiert.
Das Northern Westchester Center of the Arts Theater in Mount Kisco, New York, wurde am 20. Oktober 2001 ihr zu Ehren in Colleen Dewhurst Theater umbenannt.

## Filmografie (Auswahl)
- 1957: Westinghouse Studio One (Fernsehserie, 1 Folge)
- 1959: Geschichte einer Nonne (The Nun’s Story)
- 1960: Geheimakte M (Man on a String)
- 1962: Die Leute von der Shiloh Ranch (The Virginian, Fernsehserie, 1 Folge)
- 1966: Simson ist nicht zu schlagen (A Fine Madness)
- 1966: Big Valley (The Big Valley, Fernsehserie, 1 Folge)
- 1971: Wen die Meute hetzt (The Last Run)
- 1972: Die Cowboys (The Cowboys)
- 1972: Die Springflut (The Hands of Cormac Joyce, Fernsehfilm)
- 1974: McQ schlägt zu (McQ)
- 1974: The Story of Jacob and Joseph
- 1977: Der Stadtneurotiker (Annie Hall)
- 1978: The Third Walker
- 1978: Eisfieber (Ice Castles)
- 1979: Das Grauen kommt um 10 (When a Stranger Calls)
- 1980: Das Guyana-Massaker (Guyana Tragedy: The Story of Jim Jones, Fernsehfilm)
- 1980: Entscheidung des Herzens (A Perfect Match, Fernsehfilm)
- 1980: Der eiserne Vorhang – Wenn der KGB versagt… (Final Assignment)
- 1980: Ein Sommer in Manhattan (Tribute)
- 1982: Quincy (Quincy, M.E., Fernsehserie, 1 Folge)
- 1982: Die Blauen und die Grauen (The Blue and the Gray, Miniserie, 2 Folgen)
- 1982: Split Cherry Tree (Kurzfilm)
- 1983: Dead Zone (The Dead Zone)
- 1984: Glitter Dome – Im Würgegriff der Glitzerwelt (The Glitter Dome, Fernsehfilm)
- 1984: Love Boat (The Love Boat, Fernsehserie, 3 Folgen)
- 1985: A.D. – Anno Domini (A.D., Miniserie, 3 Folgen)
- 1985: Anne auf Green Gables (Anne of Green Gables, Miniserie, 2 Folgen)
- 1986: Die Trennung (Between Two Women, Fernsehfilm)
- 1986: Der Knabe, der fliegen konnte (The Boy Who Could Fly)
- 1986: Gesetz des Terrors (Sword of Gideon, Fernsehfilm)
- 1987: Anne auf Green Gables – Die Fortsetzung (Anne of Avonlea, Miniserie, 4 Folgen)
- 1988: Die Unbarmherzige Jagd (Obsessed, Fernsehfilm)
- 1989: Das Model und der Schnüffler (Moonlighting, Fernsehserie, 1 Folge)
- 1989: Verlaß mich nicht, Daddy (Those She Left Behind, Fernsehfilm)
- 1989: Termini Station
- 1989: Die Macht eines Kindes (Lantern Hill, Fernsehfilm)
- 1989–1990: Murphy Brown (Fernsehserie, 4 Folgen)
- 1990: Der Exorzist III (The Exorcist III, Sprechrolle)
- 1990: Der Amerikanische Bürgerkrieg (The Civil War, Miniserie, 9 Folgen, Sprechrolle)
- 1990: Danielle Steel – Töchter der Sehnsucht (Kaleidoscope, Fernsehfilm)
- 1990: Das Mädchen aus der Stadt (Road to Avonlea, Fernsehserie, 3 Folgen)
- 1991: Entscheidung aus Liebe – Die Geschichte von Hilary und Victor (Dying Young)
- 1991: Agenten leben einsam (Bed & Breakfast)